# みすず飴

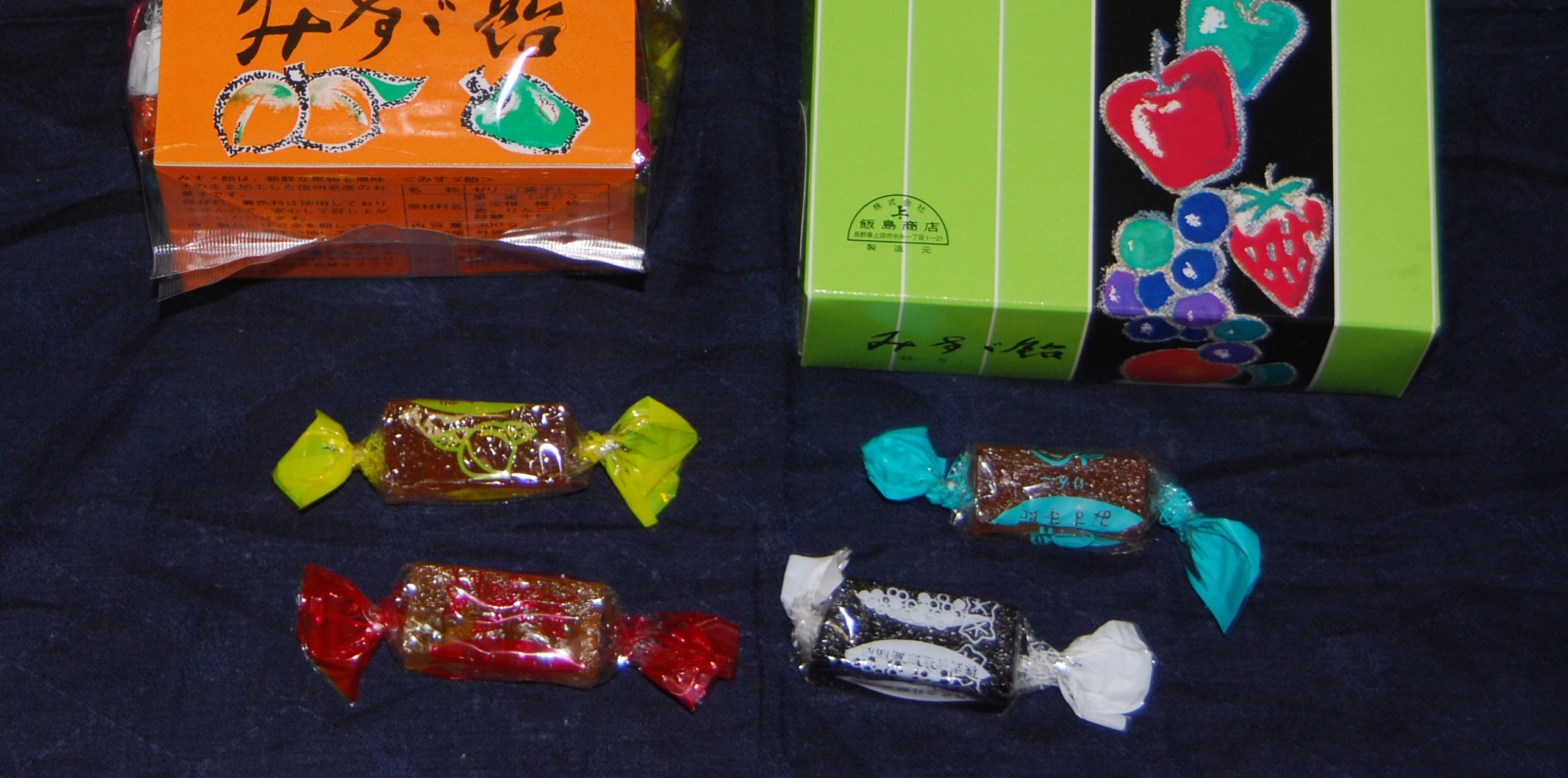
セロファン包装と紙箱包装（上）の一部と、セロファンで包まれたみすず飴（下）。

みすず飴、みすゞ飴（みすずあめ）は、長野県で製造、販売されているゼリー菓子である。

## 概要
みすず飴は果汁に水飴等を加え寒天で固めたもので、弾力性があって柔かく果汁の風味と独特の歯ごたえが好まる。飴どうし、あるいは飴と包装紙がつかないようオブラートでくるむか、砂糖をまぶすなどの処置が施されている。商品としてはセロファンで包まれたものと、紙の包装のものがあり、セロファンで包まれたものは首都圏でも売られている。みすゞ飴、みすず飴は特に上田市周辺の長野県土産の常連で、駅や土産店でも目立つ場所に置かれている。
「みすゞ飴」と「みすず飴」は株式会社飯島商店の登録商標であるため、他社が同様の商品を販売する際はそれを避けるため「寒天ゼリー」という名称で売られている。

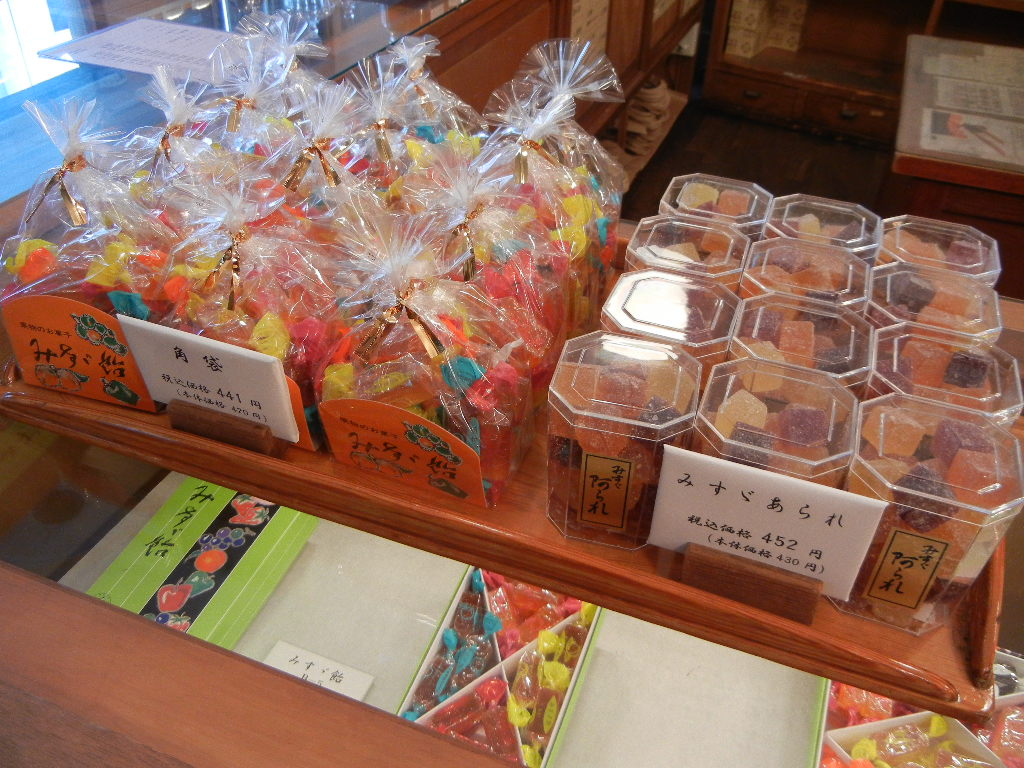
商品

## 歴史
みすゞ飴、みすず飴は大正8年（1919年）、上田市の株式会社飯島商店の飯島新三郎によって翁飴をヒントに開発された。信州というイメージで商品化するという狙いからみすず飴とつけられた。最初はアンズ、イチゴ、リンゴの三種類であった。現在ではアンズ、梅、三宝柑、ぶどう、もも、りんごの6種類である。ちなみに高麗人参抽出液のみを使用した製品が存在するがこちらは「みすゞ人参糖」と呼ばれている。また、杏果汁を原料とした製品は「みすゞ杏」の名で独立販売されていたことがある。